# 소말리아 중앙은행
소말리아 중앙은행(소말리어: Bankiga Dhexe ee Soomaaliya, 아랍어: البنك المركزي الصومالي, 영어: Central Bank of Somalia, 약칭: CBS)은 소말리아의 중앙은행이다. 소말리아는 1991년 독재 정권이 붕괴된 이후 제 기능을 하는 국가를 재건하기 위해 노력해 왔다. 소말리아는 무정부주의 무국적 사회와 공식적인 법체계가 없는 나라의 실제 사례로 인용되어 왔다. 2004년에 결성된 과도 연방 정부는 소말리아의 중앙 정부로 인정되었다. 그 중에서도 재정안정 보장, 지역화폐의 내·외부가치 유지, 국가경제의 균형적 성장을 촉진하는 신용 및 교환조건 촉진 등을 담당하고 있다. 또한 권한 범위 내에서 국가의 재정 및 경제 정책에도 기여한다.

## 개요
재정관리 측면에서 새롭게 부활한 소말리아 중앙은행은 통화정책 수립과 집행의 임무를 모두 맡는 과정에 있다.
현지 통화에 대한 신뢰가 부족하기 때문에, 미국 달러는 소말리아 실링과 함께 교환 수단으로 널리 받아들여지고 있다. 달러화에도 불구하고 소말리아 실링의 대량 발행은 특히 낮은 가치의 거래에서 가격 상승을 더욱 부채질했다. 그러나 이러한 인플레이션 환경은 중앙은행이 통화정책을 완전히 통제하고 민간부문이 도입한 현재 유통중인 통화를 대체하는 즉시 끝날 것으로 예상된다.

## 결제 시스템
소말리아는 1991년 내전 발발 이후 2009년 소말리아 중앙은행이 재설립되기까지 15년 이상 중앙통화권한이 없었지만, 소말리아 내전관리자(MTO)가 광범위하게 존재하기 때문에 사실상 상당히 선진화된 상태이다. 비공식 은행 네트워크로 활동했다.
이들 송금회사(하왈라)는 소말리아에서 대규모 산업이 되었으며, 소말리아에서는 매년 16억 달러가 송금되는 것으로 추산되고 있다. 후자는 다합실, 카란 익스프레스, 무스타크발, 아말 익스프레스, 카아 익스프레스, 호단 글로벌, 올림픽, 아마나 익스프레스, 이프틴 익스프레스, 타와칼 익스프레스 등이다. 대부분은 소말리아 송금 부문을 규제하는 상위 조직인 소말리아 송금 협회 또는 그 전신인 소말리아 금융 서비스 협회의 신임 회원이다.
재건된 소말리아 중앙은행이 통화정책 책임을 전적으로 떠맡고 있기 때문에, 현존하는 일부 송금업체들은 가까운 미래에 본격적인 상업은행으로 발전하기 위해 인가를 구할 것으로 예상된다. 이는 국가 지급제도의 범위를 공식 수표로 확대해 국내 거시경제 경영에 통화정책 활용 효과를 강화할 것으로 기대된다.

## 같이 보기
- 소말리아 실링
- 소말리아의 경제